# Société des sciences, de l'agriculture et des arts de Lille
La Société des sciences, de l'agriculture et des arts de Lille (SSAAL) est une société savante, assurant la diffusion des sciences et des techniques depuis 1785 (mais formellement déclarée le 31 décembre 1802).

## Histoire
Officiellement et administrativement créée par dix passionnés de sciences (Malus, Drapiez, Lambert, Testelin, Judas, Trachez, Maquet, Debau et Peuvion) en 1802 sous le nom de société des amateurs des sciences et des arts de Lille (mais parfois nommée société des amateurs de sciences et arts) après des débuts intenses, avec Charles-Joseph Panckoucke sous la dénomination de Collège des Philalèthes (« fondé à Lille en 1785 sous la protection du prince de Soubise, gouverneur des Flandres »), rebaptisée société des sciences, de l'agriculture et des arts de Lille en 1819, renommée temporairement société royale des sciences, de l'agriculture et des arts de Lille lors de la Restauration (ordonnance royale du 11 juillet 1829) et société impériale des sciences, de l'agriculture et des arts de Lille sous le Second Empire, cette société savante de Lille est déclarée d'utilité publique en 1862.
Les archives de la société ont été partiellement détruites lors de l'incendie et la destruction de l'hôtel de ville de Lille en 1917.
Cette société est notamment à l'origine de la création du musée d'histoire naturelle de Lille, et elle contribua longtemps à sa gestion.

## Présidents
Source
- 1802 à 1803 : Pierre-Maurand-Valery-Joseph Becquet de Mégille
- 1804 : Étienne Louis Malus
- 1804 à 1805 : Louis-Joseph Sachon
- 1806 à 1807 : Sébastien Bottin
- 1808 à 1809 : Amédée Lefebvre
- 1810 à 1815 : Sébastien Bottin
- 1816 à 1818 : Louis Alavoine
- 1818 : Louis-Joseph Sachon
- 1819 : Pierre-Jacques Charpentier
- 1819 : Louis Alavoine
- 1820 : François-Joseph Lafuite
- 1820 à 1821 : Jean-Vincent Vaidy
- 1821 à 1822 : Louis-Joseph Sachon
- 1822 : Jean-Vincent Vaidy
- 1823 : Louis-Joseph Sachon
- 1824 à 1825 : Jean-Vincent Vaidy
- 1826 : Omer Bertin Joseph Duhamel
- 1827 : Pierre Justin Marie Macquart
- 1828 : Antoine Fée
- 1829 : Jean-Vincent Vaidy
- 1830 : X… Guillot
- 1831 : Simon Longer
- 1831 : Aimé Bailly
- 1832 : Antoine Fée
- 1832 : Thémistocle Lestiboudois
- 1833 : Pierre Macquart
- 1835 : Aimé Bailly
- 1834 : Jean-Baptiste Desmazières *
- 1836 : Frédéric Kuhlmann
- 1837 : André-Joseph-Ghislain Le Glay *
- 1838 : Thémistocle Lestiboudois
- 1839 : Napoléon-Emmanuel Davaine
- 1840 : Frédéric Kuhlmann
- 1841 : Pierre Macquart
- 1842 : Albert Dourlen
- 1843 : Pierre Legrand
- 1844 : Alphonse de Contencin[8]
- 1845 : André Le Glay
- 1846 : Thémistocle Lestiboudois
- 1847 : Pierre Macquart
- 1848 : Alexandre Loiset
- 1849 : Valentin Cazeneuve
- 1850 : Eugène Millon
- 1851 : Pierre Legrand
- 1852 : Aimé Bailly
- 1853 : André Le Glay
- 1854 : Pierre Macquart
- 1855 : Henri Violette *
- 1856 : François Chon
- 1857 : Louis Pasteur
- 1857 : Claude-Auguste Lamy
- 1858 : Henri Violette
- 1859 : Frédéric Kuhlmann
- 1860 : Jean Girardin
- 1861 : Edmond de Coussemaker
- 1862 : Claude-Auguste Lamy
- 1863 : François Chon
- 1864 : Henri Violette
- 1865 : Anatole de Melun
- 1866 : Jean Girardin
- 1867 : Charles Benvignat
- 1868 : Paul Guiraudet
- 1869 : François Chon
- 1870 : Henri Menche de Loisne[9],[10]
- 1871 : Louis Désiré Blanquart-Evrard
- 1872 : Benjamin Corenwinder
- 1873 : Frédéric Kuhlmann
- 1874 : François Chon
- 1875 : Charles Viollette
- 1876 : Édouard Van Hende  *
- 1877 : Victor Meurein
- 1878 : Ferdinand Lavainne
- 1879 : Jean Parise[11]
- 1880 : Jules Houdoy
- 1881 : Jules Gosselet
- 1882 : Jules Deligne
- 1883 : Alfred Terquem
- 1884 : Alphonse Colas
- 1885 : Anatole de Norguet
- 1886 : Émile Vandenbergh
- 1887 : Louis Hallez
- 1888 : Chrétien Dehaisnes
- 1889 : Cyrille Souillart
- 1890 : Aimé Houzé de l'Aulnoit (d)
- 1891 : Émile Wannebroucq (d)
- 1892 : Auguste-Joseph Herlin
- 1893 : Léonard Danel *
- 1894 : Hippolyte Verly
- 1895 : Charles Barrois
- 1896 : Léon Moy
- 1897 : Henri Follet
- 1898 : Jules Finot
- 1899 : Paul Hallez
- 1900 : Alfred Mongy
- 1901 : Benoît Damien
- 1902 : Édouard Agache-Kuhlmann
- 1903 : Carlos Batteur
- 1904 : Jules Gosselet
- 1905 : Louis Quarré-Reybourbon
- 1906 : Charles Barrois
- 1907 : Auguste Fauchille (d)
- 1908 : Théodore Barrois
- 1909 : Émile Bigo-Danel
- 1910 à 1911 : Albert Calmette
- 1912 à 1913 : Aimé Witz (d)
- 1914 à 1920 : Henri Parenty
- 1921 à 1922 : Louis Vallas
- 1923 à 1924 : Hippolyte Surmont
- 1924 à 1925 : Louis-Marie Cordonnier
- 1926 : Auguste Fauchille (d)
- 1927 à 1928 : Alphonse Malaquin
- 1928 à 1929 : Alexandre de Saint-Léger
- 1930 à 1931 : Frédéric Combemale
- 1932 à 1933 : René Swyngedauw
- 1934 à 1935 : Paul Denis du Péage (d) *
- 1936 à 1937 : Vincent Buée
- 1938 à 1939 : Marcel Decroix
- 1940 à 1942 : Louis Nicolle
- 1943 à 1945 : Alfred Thiriez
- 1945 à 1946 : René Swyngedauw
- 1947 : Paul Duez
- 1948 : Cyrille Vallée
- 1949 : Henri Maillard
- 1950 à 1951 : Gaston Delépine
- 1952 à 1953 : Gustave Scrive-Thiriez
- 1954 à 1955 : Joseph Kampé de Fériet
- 1956 à 1957 : Pierre Maurois
- 1958 à 1959 : Pierre Piétresson de Saint-Aubin
- 1960 à 1961 : Léon Langeron
- 1962 à 1963 : Jean Dumortier
- 1964 à 1965 : Albert Lespagnol
- 1966 à 1967 : Maxime Herman
- 1968 à 1969 : Marcel Decuyper
- 1970 : Pierre Paul Desrumaux
- 1971 à 1973 : Henri Roussel
- 1974 : Jules Dereux
- 1975 à 1976 : René Defretin
- 1977 à 1978 : René Robinet
- 1979 à 1983 : Charles Lespagnol
- 1984 à 1985 : Charles Delattre
- 1986 à 1987 : Christian Vittu
- 1988 à 1989 : Jean Delporte
- 1990 à 1991 : Michel Waterlot
- 1992 à 1993 : Pierre Vidal
- 1994 à 1995 : André Defebvre
- 1996 à 1997 : Alain Gérard
- 1998 à 2000 : André Dhainaut
- 2001 à 2002 : Édouard Trémeau
- 2003 à 2004 : Henri Petit
- 2005 à 2006 : Pierre Trotignon
- 2007 à 2009 : Pierre Delorme
- 2010 à 2012 : Pierre-André Lecocq
- 2013 à 2015 : Christian-Marie Wallon-Leducq
- 2016 à … : Jean-Pierre Hénichart

## Objet de la société
Dès le début du XIXe siècle, elle a soutenu les pionniers et diffusé les savoirs pour l'avancement des arts, des sciences et des technologies à Lille, enrichissant les collections publiques lilloises.
Le décret d'utilité publique du 13 décembre 1862 indique les objectifs suivants : 
- « la propagation des sciences, des lettres, des beaux-arts, de l'agriculture et de l'industrie ».
- « elle récompense les services rendus aux sciences, aux lettres, aux beaux-arts soit par des médailles d'honneur, soit par des prix »[12].

Certaines de ses actions ont pris les formes suivantes :
- Prix Kuhlmann[13] : le prix de la fondation Kuhlmann est issu d'un legs de cinquante mille francs à la société des sciences au XIXe siècle.
- Prix Bollaert - Le Gavrian
- Prix Louis Danel[14] d'histoire et d'archéologie
- Prix Paul-Bertrand
- Grand Prix des Lettres
- Bourse de l'atelier Wicar[15]
- Médaille Wicar et Hagelstein [16]
- Concours et prix divers en histoire, littérature, sciences et arts[17].

La Société édite une revue,,,,,et des actes de conférences,,. La Revue du Nord est éditée dès 1834 par Elie Brun-Lavainne, archiviste de Lille et membre correspondant de la société, et Marceline Desbordes-Valmore.
Les membres de la société des sciences de Lille en 1902 sont : MM. Jules Finot, Hippolyte Verly, Édouard Agache-Kuhlmann, Émile Vandenbergh, Carlos Batteur, Alfred Mongy, Frédéric Lecocq, Léon Demartres, Albert Petot, Henri Rigaux, Jules Péroche, Benoît Damien, Louis Quarré-Reybourbon, Fernand Danchin, Edmond Faucheur, Henri Folet, Paul Pannier, Léon Lefebvre, Louis Vallas, Auguste Mourcou, Auguste Fauchille, Pharaon de Winter.

## Développement des arts
La société joue les rôles de cénacle et de mécène des arts, en particulier au travers de la bourse Wicar : « Les membres se réunissent une dizaine de fois par an dans des locaux mis à leur disposition par la municipalité. Avec celle-ci, ils maintiennent une bourse créée par le peintre Jean-Baptiste Wicar (1762-1834) assurant deux séjours d'artistes à Rome d'une durée de 6 mois chaque année, dans un appartement-atelier légué à la société par le peintre »,
La collection Wicar de dessins et peintures a été léguée par la Société au Musée des beaux-arts de Lille en 1834 .

## Développement des sciences et techniques lilloises

### Sciences physiques et mathématiques
Le physicien membre éminent de la Société est Charles Delezenne qui assure à partir de 1806 des cours municipaux dans les domaines de l'optique, l'acoustique, l'électricité, l'électromagnétisme et qui, à partir de 1817, établit un cours municipal de mécanique, préfiguration de la chaire de mécanique de la faculté des sciences de Lille, tenue par Alcippe Mahistre en 1854 qui assure aussi des cours à  l'École des arts industriels et des mines (École centrale de Lille).
Des études météorologiques sont rapportées dans les mémoires de la Société par Victor Meurein, adjoint au maire de Lille et professeur de chimie à l'École des arts industriels et des mines. Le libraire lillois Danel est membre influent de la société, ainsi que Claude Auguste Lamy, professeur à la faculté des sciences et à l'École des arts industriels et des mines.
Le membre correspondant Alexandre Joseph Hidulphe Vincent publie dans les Mémoires de la Société (1834) la première version d'un mémoire contenant des résultats qui restent importants aujourd'hui, en informatique.
L'enseignement scientifique soutenu par la Société dans le cadre de cours municipaux favorisa la création de la faculté des sciences de Lille en 1854. L'Université des Sciences et Technologies de Lille (USTL) (Université Lille Nord de France) en est l'héritière.

### Chimie et biochimie
L'essor de la chimie est incarné en particulier par les figures de Frédéric Kuhlmann qui établit à Lille un cours municipal de chimie appliquée aux arts industriels en 1823, Théophile-Jules Pelouze qui y contribue dès 1830 ainsi que Louis Pasteur, professeur de chimie à Lille à partir de 1854. La section de chimie de l'École des arts industriels et des mines (École centrale de Lille), puis l'École nationale supérieure de chimie de Lille et l'Institut Pasteur de Lille en sont les héritiers.
Les travaux réalisés à Lille par Louis Pasteur entre 1854 et 1857 conduisent à la présentation de son 'Mémoire sur la fermentation appelée lactique' dans le cadre de la Société le 8 août 1857. À Lille, Louis Pasteur commence ses travaux sur les germes et la fermentation, pour répondre aux demandes des brasseurs lillois concernant la conservation de la bière. Après le pionnier Frédéric Kuhlmann, Louis Pasteur initie à Lille les premières relations fructueuses entre l'enseignement supérieur et les industriels en chimie en France, en donnant un cours de chimie appliquée et en répondant aux requêtes des industriels du Nord qui orientent sa recherche académique appliquée, via la Société des sciences, de l'agriculture et des arts de Lille.
Plusieurs membres de la Société tels que Théophile-Jules Pelouze et Benjamin Corenwinder ont étudié les distilleries et procédés chimiques, en particulier la chimie de la betterave à sucre et les procédés industriels pour la transformation du sucre des mélasses en alcool.
Jean Pierre Louis Girardin fait part de ses travaux à la faculté des sciences et devient président de la société. Charles Viollette, son adjoint et successeur à la faculté, est membre résidant de la société

### Agronomie, botanique, zoologie et géologie
À la suite des travaux précurseurs de Jean-Baptiste Lestiboudois dès 1770, les travaux en botanique de la Société ont pour acteurs éminents François-Joseph Lestiboudois, puis son fils Gaspard Thémistocle Lestiboudois. Ces travaux sur la flore du nord de la France ont conduit à la création d'un patrimoine botanique unique qui a constitué le fonds de dotation initiale du Muséum d'histoire naturelle de Lille en 1816. Celui-ci fut cédé à la faculté des Sciences de Lille en 1855. Un autre membre éminent est l'entomologiste Pierre Justin Marie Macquart.
Notons qu'apparaissent fréquemment les noms de membres de la famille Barrois, Jules Gosselet, Paul Hallez, ainsi qu'Albert Larudeau qui a publié de 1874 à 1909 dans les revues de la Société et dans les congrès de l'Association française pour l'avancement des sciences, sur des thèmes d'agronomie et des thèmes liés à l'industrie textile. Notons aussi Henri de Lacaze-Duthiers et Alfred Giard.

### Développement des sciences appliquées
Dans la lignée des cours publics dans des disciplines scientifiques initiés à Lille dès 1750, l'enseignement scientifique et technique soutenu par la Société dans le cadre de chaires municipales conduisit à la création de l'École des arts industriels et des mines de Lille en 1854. L'École centrale de Lille en est l'héritière.
Parmi les membres notables de la Société dans le domaine des sciences appliquées au milieu du XIXe siècle, notons Gabriel Alcippe Mahistre, professeur de machines à vapeur à la faculté des sciences de Lille, Joseph Boussinesq professeur  spécialiste de la mécanique des fluides et Alfred-Aimé Flamant professeur de constructions à la fin du XIXe siècle, et aussi leurs prédécesseurs du milieu du XIXe siècle : Charles Delezenne, Frédéric Kuhlmann, Claude Auguste Lamy, Benjamin Corenwinder.

## Développement de l'enseignement primaire supérieur et professionnel
La Société des sciences de Lille a contribué à la réduction des accidents d'engins et d'explosions de machines à vapeur ; elle est ainsi un précurseur dans la région Nord-Pas de Calais des actions de sûreté de fonctionnement mises en place ultérieurement par l'APAVE (Association des propriétaires d'appareils à vapeur et électriques).
La création en 1858 de cours municipaux à l'intention des chauffeurs mécaniciens et conducteurs de machines à vapeur fut initiée par Jules Gosselet et la Société des sciences et ses résultats supervisés par les professeurs Gabriel Alcippe Mahistre, puis Alexandre Guiraudet et Charles Viollette, membres du jury d'examen à ses débuts,. Ce cours municipal pour adultes subsista jusqu'en 1939 .